# Megaselia pygmaeoides
Megaselia pygmaeoides är en tvåvingeart som först beskrevs av William Lundbeck 1921.  Megaselia pygmaeoides ingår i släktet Megaselia och familjen puckelflugor. Inga underarter finns listade i Catalogue of Life.